# Хаугвиц, Кристиан фон
Граф (1786) Кристиан Август Генрих Курт фон Хаугвиц (нем. Christian August Heinrich Curt Graf von Haugwitz; 11 июня 1752, Олесница, Нижнесилезское воеводство — 9 февраля 1832, Венеция) — прусский государственный деятель.

## Биография
В 1792 году назначен прусским кабинет-министром, принимал участие во втором разделе Польши, в 1794 году заключил англо-прусский субсидионный договор, в 1795 году добился заключения Базельского мира с Францией. Будучи обманут обещаниями Наполеона, что ганноверский вопрос не решится без участия Пруссии, он после занятия Ганновера французами вышел в отставку (1804).
Снова призванный в 1805 году к деятельности, он получил поручение передать Наполеону ультиматум, но, потеряв много времени и дав Наполеону выиграть Аустерлицкую битву, вынужден был заключить Шёнбруннский договор.

В Вену добрался, наконец, долго ехавший прусский дипломат Гаугвиц с ультиматумом Фридриха-Вильгельма III, и первое, что Гаугвиц поспешил сделать, — это забыть о том, с какой целью он приехал. Он явился к Наполеону со сладчайшей улыбкой, кланяясь в пояс, горячо поздравляя его величество с разгромом всех супостатов. Гаугвиц был жестоко напуган, как, впрочем, и его король, который с ужасом ждал расплаты за клятву, произнесенную над гробом Фридриха, и за другие недавние свои похождения. «Поздравляю ваше величество с победой!» — начал Гаугвиц. «Фортуна переменила адрес на ваших поздравлениях!» — прервал император.— Тарле Е. В. Гл. VIII // [www.lib.ru/TARLE/napoleon/content.html Наполеон]. — 1936. — (ЖЗЛ).
Заключенный Хаугвицем в следующем году в Париже союзный договор с Францией окончательно изолировал Пруссию и подготовил её разгром Наполеоном. В том же году Хаугвиц вновь оставил службу.
В феврале 1801 года был награждён орденом Св. Андрея Первозванного.
В своих мемуарах: «Fragment des mémoires inédits du comte de Haugwitz» (1837) он пытался защищать свою политику.